# Conocephalus fulmeki
Conocephalus fulmeki är en insektsart som beskrevs av Viktor von Ebner-Rofenstein 1927. Conocephalus fulmeki ingår i släktet Conocephalus och familjen vårtbitare. Inga underarter finns listade i Catalogue of Life.